# 트래비스 바커
트래비스 바커(Travis Barker, 1975년 11월 14일 ~ )는 미국의 음악가다. 그는 미국의 록밴드 블링크-182의 드러머다.